# Oceanapia sagittaria
Oceanapia sagittaria är en svampdjursart som först beskrevs av William Johnson Sollas 1902.  Oceanapia sagittaria ingår i släktet Oceanapia och familjen Phloeodictyidae. Inga underarter finns listade i Catalogue of Life.